# 府試

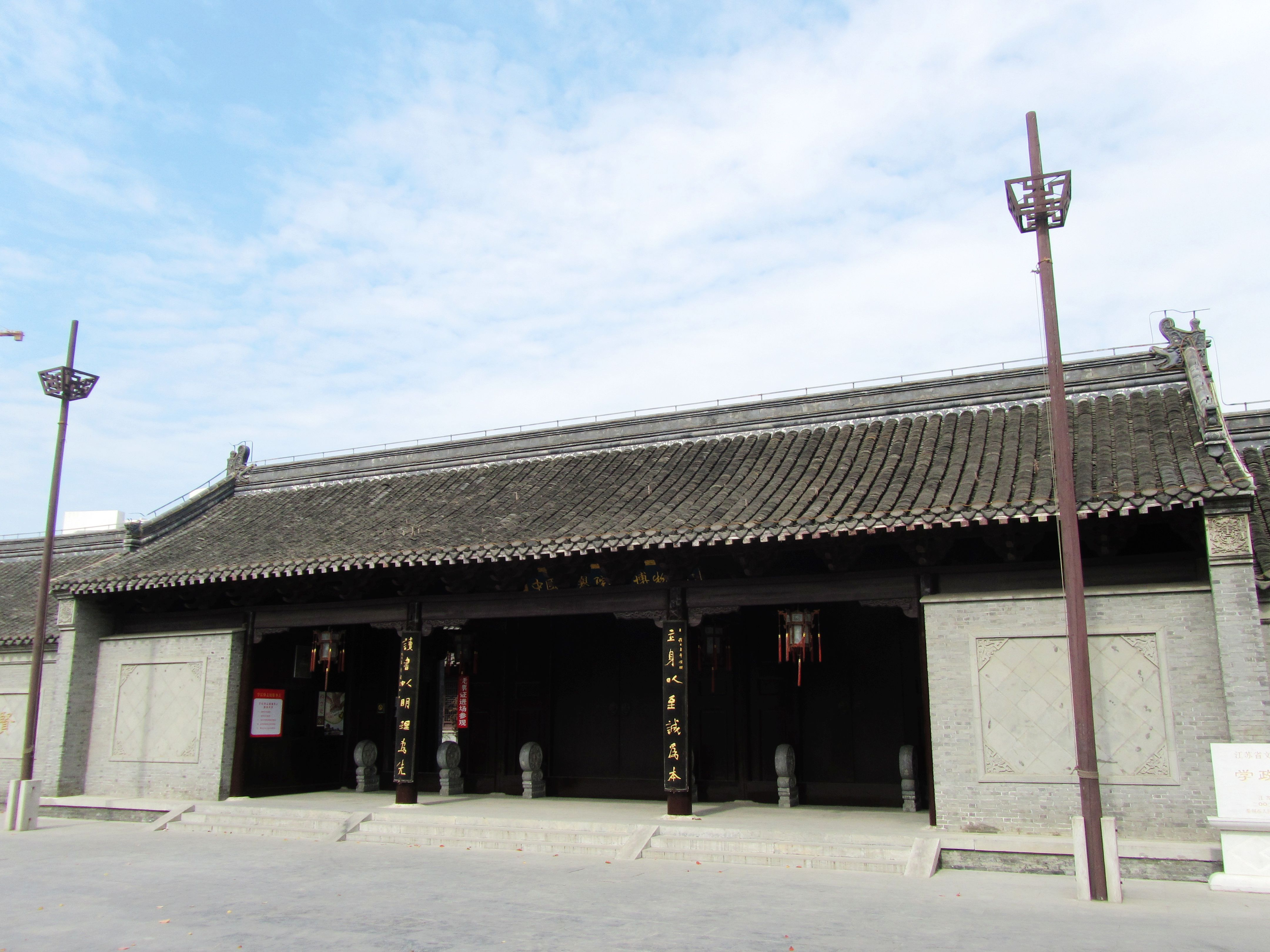
明清扬州府府试考场学政试院

府試是中国明、清兩朝科举考试程序中，「童試」的其中一關。
通过县试后的考生有资格参加府试。府试在管辖本县的府进行，由知府主持。参加府试，报名、保结，与考试的场次、内容同县试差不多，但保结的廪生要多一名。府试通过后就可参加院试。